# Ruellia blechum
Ruellia blechum es una especie de planta herbácea perteneciente a la familia de las acantáceas. Es nativa de América.

## Descripción
Son hierbas erectas a inclinadas, que alcanzan hasta 0.5 m de alto; los tallos más jóvenes cuadrangulares. Las hojas ovadas a ovado-lanceoladas, de 2–6.5 cm de largo y 1–3 cm de ancho, el ápice agudo, base cuneada a obtusa, los márgenes crenados a enteros, escasamente pilosas a glabras; con pecíolos de hasta 1.4 cm de largo, pubérulos. Las inflorescencias son terminales, de 1.5–7 cm de largo, con pedúnculos hasta 15 mm de largo, brácteas ovadas, 7.5–14 mm de largo, ápice agudo, base redondeada, laxamente estrigosas y densamente pubérulas, márgenes ciliados, bractéolas lanceoladas; corola 10–15 mm de largo, blanca volviéndose rosado pálida a lila con la edad. Los frutos son claviformes, de 6 mm de largo, 3 mm de ancho y 1 mm de grueso.

## Distribución y hábitat
El área de distribución nativa de esta especie es desde México (especialmente en el centroeste y oeste) hasta Sudamérica (especialmente en Venezuela, Bolivia), y el Caribe, naturalizada en los trópicos del Viejo Mundo. Crece principalmente en el bioma tropical húmedo.

## Ecología
Ruellia blechum es el alimento de las larvas de la mariposa Junonia lemonias.

## Propiedades
El uso principal de esta especie es en problemas de la piel. En Veracruz se le emplea para la erisipela y contra la gangrena, mientras que en Tabasco sirve para lavar heridas y así evitar las infecciones; generalmente se prescribe el cocimiento de las hojas.
Por otra parte, en enfermedades gastrointestinales se le indica contra las agruras, la "soltura" y diarrea, en estos casos se bebe la decocción de toda la planta.
Para el dolor muscular se toma el té preparado también con toda la planta. Cuando se ocupa contra la tos o para desinfectar la vagina de sífilis, se aconseja agregar al preparado "alcance" y chebeme (Tragia nepetifolia).

## Taxonomía
La especie fue descrita inicialmente como Barleria pyramidata por Jean-Baptiste Lamarck y publicada en Encyclopédie Méthodique, Botanique 1: 380–381, en 1785, hoy en día es tanto un sinónimo como el basónimo de esta. Posteriormente, sería transferida al género Blechum por Ignatz Urban en Repertorium Specierum Novarum Regni Vegetabilis 15(434/437): 323, en 1918, nombre científico que también es un sinónimo de esta actualmente; y ulteriormente, sería descrita como Ruellia blechum por Carlos Linneo en Systema Naturae, Editio Decima 2: 1120, en 1759.